# Refuge de l'Aigle

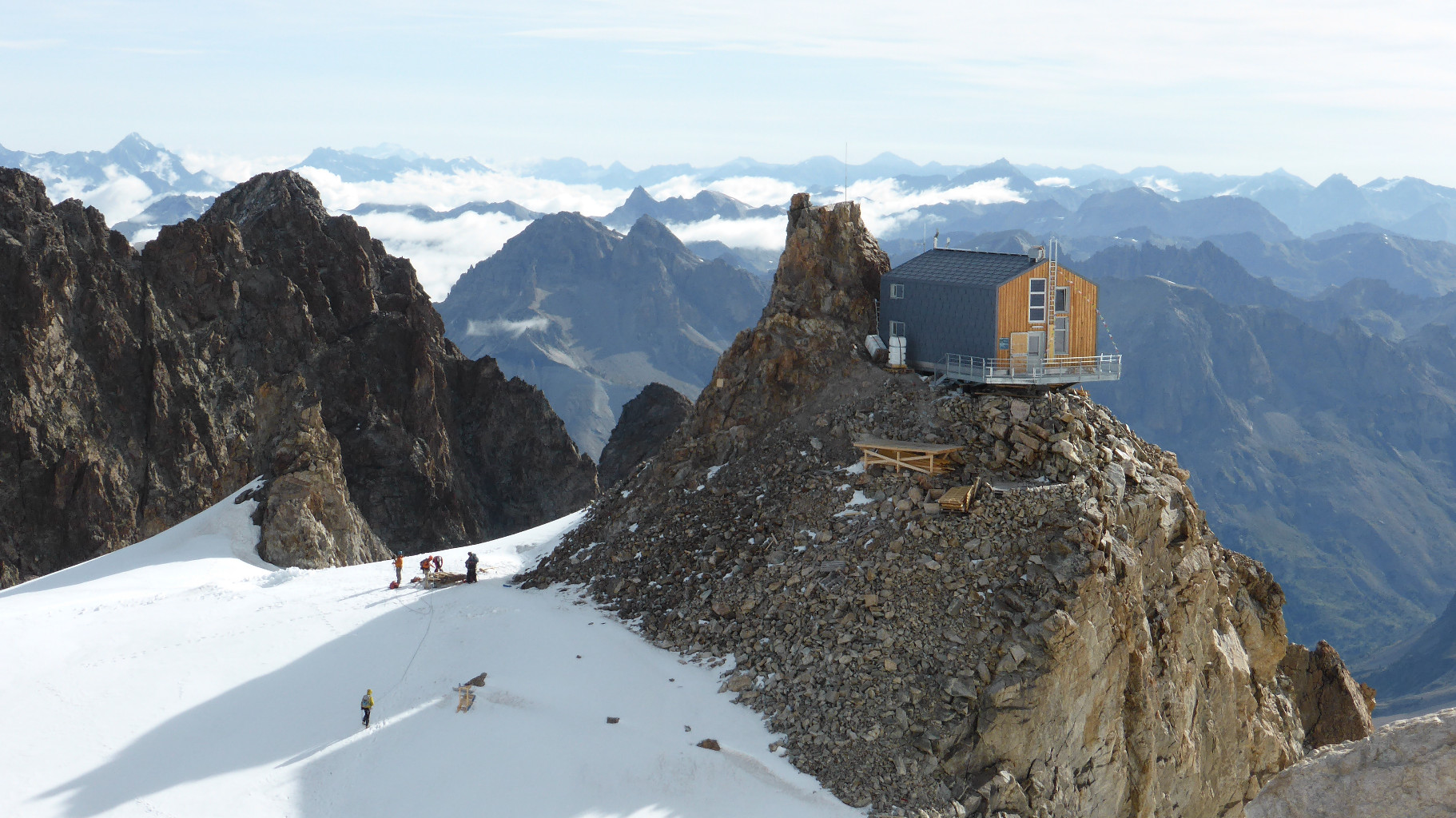
Schronisko po rekonstrukcji z 2014 r.

Refuge de l’Aigle (pol. Schronisko Orła) – wysokogórskie schronisko turystyczne w masywie La Meije w grupie górskiej Écrins w Alpach Delfinackich we Francji. Właścicielem schroniska jest Club Alpin Français (Fédération Française des Clubs Alpins et de Montagne).

## Położenie
Schronisko usytuowane jest na wysokości 3440 m n.p.m., na wysokim, skalistym występie grani wiodącej od la Meije Centrale na północny wschód, w kierunku szczytu Bec de l'Homme (3454 m n.p.m.), zwanym Rocher de l'Aigle (Skała Orła). Po stronie wschodniej poniżej schroniska znajduje się lodowiec Glacier de l'Homme, zaś po stronie zachodniej – górne partie lodowca Glacier du Tabuchet. Schronisko leży w granicach gminy La Grave w departamencie Alpy Wysokie.

## Historia

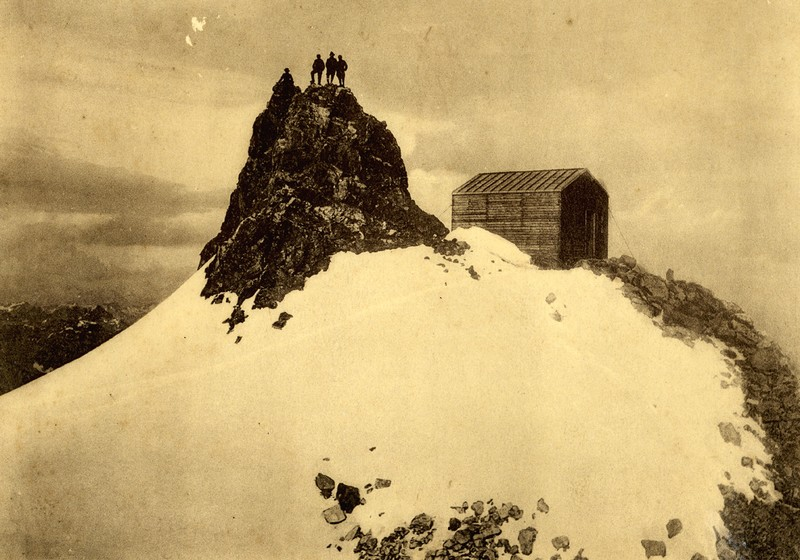
Najstarsze schronisko l'Aigle

Już w 1894 r. centrala CAF z Paryża podjęła próbę ustawienia niewielkiego schroniska na Rocher de l'Aigle, jednak trudności z transportem sprawiły, że gotowy już, prefabrykowany budynek wzniesiono ostatecznie w łatwiejszym terenie, nad jeziorem Goléon w rejonie Aiguilles d'Arves. Ostatecznie pierwsze schronisko, prefabrykowane z drewna sosnowego, wzniósł na skale CAF w 1910 r. Koszt budowy obiektu wyniósł 12 888,25 ówczesnych franków, z czego 22 % pochłonęły koszty transportu elementów schroniska na miejsce budowy, wykonanego na ludzkich barkach. Schronisko to było jak na swoje czasy śmiałą konstrukcją, bazującą na stabilnej strukturze drewnianej, w której wszystkie elementy współuczestniczyły w usztywnieniu całości.

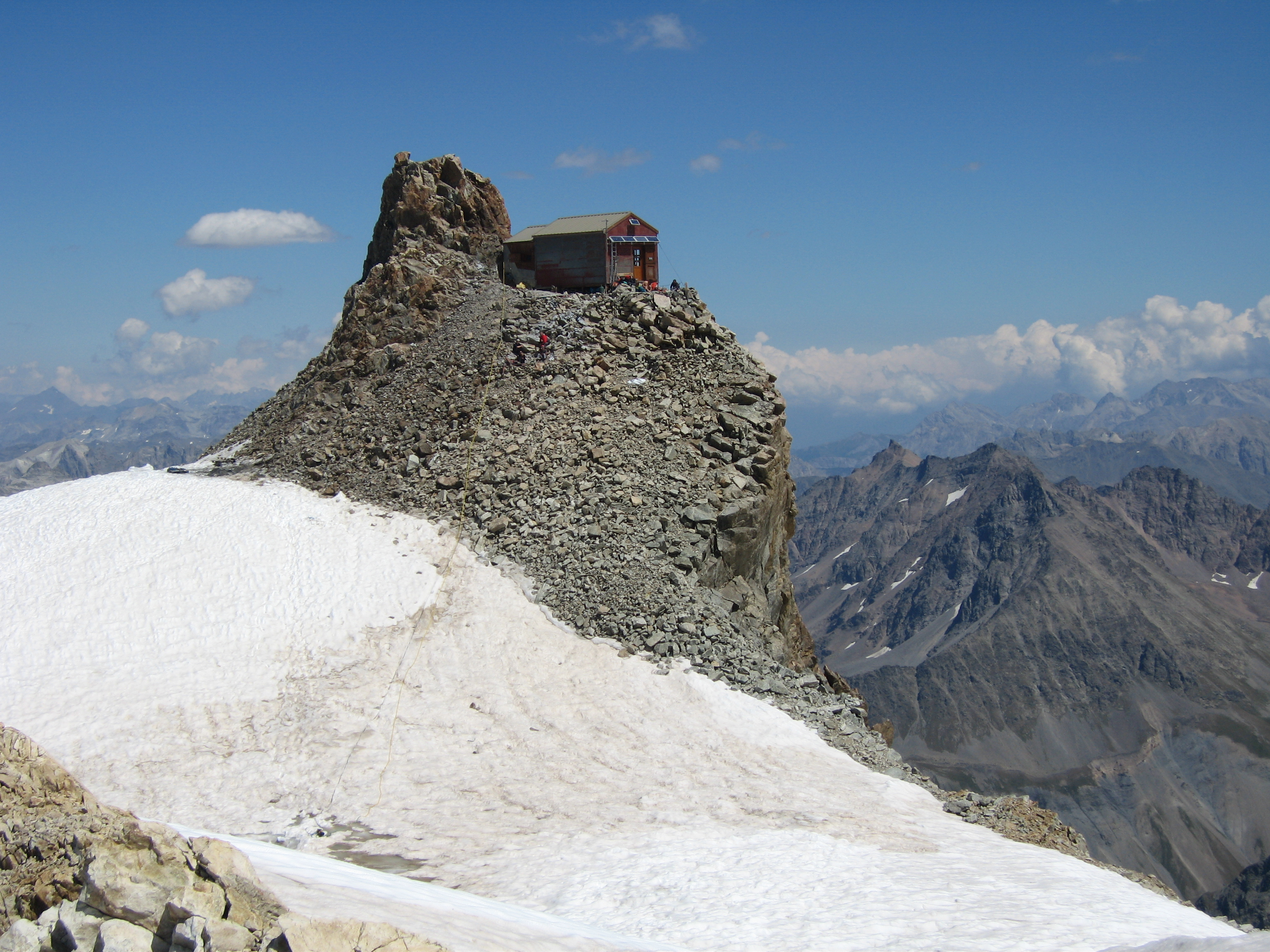
Schronisko l'Aigle w 2009 r., przed rekonstrukcją

W 1946 r. schronisko, zapuszczone i zdegradowane, zostało powierzone przez CAF w zarząd jego sekcji w Briançon. W 1962 r. mocno zniszczoną zewnętrzną elewację schronu pokryto blachą ocynkowaną, aby chronić ją przed czynnikami atmosferycznymi. W obliczu rosnącej frekwencji od 1971 r. schronisko zyskało w sezonie stałego gospodarza, a w latach 80. dobudowano do niego mały aneks, w którym urządzono kuchnię, pokój dla gospodarza i małe pomieszczenie techniczne. Oferowało wówczas 18 miejsc noclegowych.
Projekt budowy nowego schroniska pojawił się w 2002 r., ale jego realizacja odwlekała się w czasie wobec bardzo silnych sprzeciwów ze strony części środowisk alpinistycznych i turystycznych, obawiających się „utraty atmosfery i duszy dawnego obiektu”. W październiku 2012 r. mer La Grave wydał jednak decyzję administracyjną zamknięcia schroniska ze względu na to, że nie gwarantuje ono wymaganego bezpieczeństwa. W miesiącach czerwiec – sierpień 2013 r. przeprowadzono demontaż starego obiektu. Schronisko Aigle zostało ostrożnie usunięte jesienią tego roku, z zamiarem częściowego ponownego wykorzystania konstrukcji drewnianej.
Budynek nowego schroniska zaprojektował Jacques Félix Faure, architekt z pracowni “C17”. Prostota jego architektury i bryła zostały zainspirowane starym obiektem i uzyskane poprzez proste, homotetyczne jego powiększenie w trzech wymiarach.
Na początku kwietnia 2014 r. konstrukcja budynku została wystawiona na targach drzewnych w Grenoble, a następnie, pod koniec tego miesiąca, na odbywającym się co dwa lata Salonie Zagospodarowania Gór (Salon d'Aménagement de la Montagne) „Mountain Planet”.
W miesiącah czerwcu i lipcu 2014 r. schronisko zostało przetransportowane i zmontowane na Skale Orła. 30 lipca odbył się odbiór techniczny, a 8 sierpnia zakończono uprzątanie placu budowy. Obiekt, posiadający 30 miejsc noclegowych, oddano do użytku turystom 9 sierpnia 2014 r. Całkowity koszt renowacji schroniska wyniósł 1,575 miliona euro.